# Station (landbouw)
Een station is een stuk land, inclusief de gebouwen die zich hierop bevinden, dat hoofdzakelijk gebruikt wordt voor het fokken van meestal grazend vee zoals koeien of schapen. Het woord is specifiek van toepassing op gebieden in Australië en Nieuw-Zeeland.
Het grootste veestation ter wereld dat ooit bestaan heeft was Victoria River Downs Station in het Victoria River District van het Noordelijk Territorium in Australië. Het bestaat nog steeds, maar is beduidend kleiner dan in het verleden.
Het meest uitgestrekte, bestaande veestation is Anna Creek Station in Zuid-Australië. Het is circa 34.000 km² groot, en daarmee groter dan België.  Alexandra Station in het Noordelijk Territorium is ongeveer 8000 km² kleiner. Beide laten de grootste Amerikaanse ranch (6000 km²) ver achter zich.